# Efekt SNARC
Efekt SNARC (skrót od: Spatial Numerical Association of Response Codes – zależność przestrzenna między liczbą a rodzajem odpowiedzi) – efekt czasu reakcji ujawniający się podczas oceny parzystości liczb, stanowiący sztandarowy dowód potwierdzający istnienie oraz przestrzenną orientację umysłowej osi liczbowej.
Klasyczny eksperyment potwierdzający efekt SNARC polega na wskazywaniu, czy dana liczba jednocyfrowa (zapisana przy pomocy cyfry arabskiej) jest parzysta, czy nieparzysta, przy czym badany ma podnieść prawą rękę jeśli jest parzysta i lewą jeśli jest nieparzysta (lub na odwrót). Okazuje się, że przy liczbach małych (a więc umieszczonych przy lewym końcu umysłowej osi liczbowej) widoczny był szybszy czas reakcji lewą ręką. Przy dużych liczbach (a więc umieszczonym po prawej stronie umysłowej osi liczbowej) widoczny był szybszy czas reakcji prawą ręką. Na umysłowej osi liczbowej człowieka małe liczby umieszczone są po lewej stronie, co powoduje, iż bliższa przestrzennie ręka może w tej sytuacji reagować szybciej niż w przypadku liczb większych, które na osi liczbowej przestrzennie znajdują się bliżej prawej ręki.
Efekt SNARC występował nie tylko przy zapisie liczby cyframi arabskimi, ale także przy zapisie słownym, przy słuchaniu wypowiedzianej nazwy liczebnika, a także przy wizualnych układach punktów (np. jak na kości do gry).
Istnienie efektu SNARC potwierdziło kilkaset eksperymentów przeprowadzonych na kilku tysiącach osób w wieku od 9 do 66 lat.